# Tommy Thompson (sceneggiatore)
Tommy Thompson (Palm Beach, 7 settembre 1957) è un produttore televisivo e sceneggiatore statunitense.

## Biografia
Tommy Thompson è sposato con Jay Thompson dal 18 giugno 1978 ed hanno due figli, Jessica Targum e Lindsay Thompson.

## Carriera
Tommy Thompson ha iniziato la sua carriera con brevi partecipazioni in varie sitcom, ma subito iniziò a lavorare nell'ambito del drammatico. La sua carriera prese il volo quando scrisse 18 originali episodi in meno di due stagioni per la serie In viaggio nel tempo, la quale ebbe anche una nomination per il Premio Emmy. Questo fu il successo che lo fece conoscere da Steven Spielberg, il quale lo volle con sé per collaborare alla serie di azione SeaQuest DSV e questo lo rese uno dei più giovani produttori esecutivi della televisione.

## Filmografia

### Attore

#### Serie TV
- Jarod il camaleonte (1 episodio) (1998)

### Produzione

#### Film TV
- Close Encounters (1990)

#### Serie TV
- In viaggio nel tempo (2 episodi) (1991-1993)
- SeaQuest DSV (2 episodi) (1993)
- Viper (1996)
- Jarod il camaleonte (58 episodi) (1996-1999)
- FreakyLinks (1 episodio) (2000)
- Dark Angel (3 episodi) (2001)
- Odyssey 5 (3 episodi) (2002)
- The Dead Zone (22 episodi) (2005-2006)
- Kyle XY (6 episodi) (2007)

### Sceneggiatore

#### Serie TV
- Hit Squad (episodi sconosciuti) (1987)
- Cose dell'altro mondo (4 episodi) (1988-1989)
- B.L. Stryker (episodi sconosciuti) (1989)
- In viaggio nel tempo (13 episodi) (1990-1993)
- Tequila and Bonetti (3 episodi) (1992)
- SeaQuest DSV (1 episodio) (1993)
- Jarod il camaleonte (13 episodi) (1996-2000)
- Dark Angel (1 episodio) (2001)
- Odyssey 5 (1 episodio) (2002)
- Touching Evil (1 episodio) (2004)
- Kyle XY (1 episodio) (2007)